# Police Academy (álbum de Strontium 90)
Police Academy es un álbum de Strontium 90, un grupo de Rock liderado por Mike Howlett y conformado en 1977. El disco incluye grabaciones registradas en los estudios "Virtual Earth", en Londres, en enero de 1977, entre ellas, "Lady of Delight" y "Electron Romance", versiones de dichos temas grabados el 25 de mayo de 1977 en un recital realizado en París por exintegrantes de Gong, y el demo de "Every Little Thing She Does Is Magic", compuesto y registrado por Sting en 1976 y que sería grabado por The Police, años después en "Ghost in the Machine". A su vez, el riff de "3 O´Clock Shit" (grabado en vivo en París) sería utilizado en "Be My Girl-Sally" de "Outlandos d'Amour". Strontium 90 daría origen a The Police. "Police Academy" fue producido por Mike Howlett, masterizado por Simon Heyworth y publicado por "Pangaea Records" y "Ark 21" en 1997; Gonzo Group en 2010

## Canciones
1. "Visions of the Night" (Mike Howlett) - 2:55
2. "New World Blues" (Mike Howlett) - 4:00
3. "3 O´Clock Shot" (en vivo) (Sting) - 5:17
4. "Lady of Delight" (Mike Howlett) - 4:26
5. "Electron Romance" (Mike Howlett) - 5:05
6. "Every Little Thing She Does Is Magic" (demo 1976) (Sting) - 3:18
7. "Towers Tumbled" (Mike Howlett) - 5:30
8. "Electron Romance" (en vivo) (Mike Howlett) - 7:50
9. "Lady of Delight" (en vivo) ([Mike Howlett) - 4:20
Bonus track (edición Japonesa 1997)
10. “Towers Tumbled” (en vivo)
(Mike Howlett) - 9:03
Bonus track (edición U.K. 2010)
10. “New World Blues” (en vivo)
(Mike Howlett) - 4:41
11. “Towers Tumbled” (en vivo)
(Mike Howlett) - 8:50

Pistas en vivo grabadas en Cirque Hippodrome, Paris, 28 de mayo de 1977

## Personal
- Mike Howlett = Bajo y productor. Ingeniero de grabación (en "Every Little Thing She Does Is Magic").

- Stewart Copeland = Batería.

- Sting = Bajo, guitarra y voces. Guitarra acústica y tambor africano (en "Every Little Thing She Does Is Magic").

- Andy Summers = Guitarras.

- Joe Julian = Ingeniero de grabación (excepto en "Every Little Thing She Does Is Magic").

- Simon Heyworth = Masterización.